# Thephantes clavatus
Thephantes clavatus là một loài bọ cánh cứng trong họ Cerambycidae.